# Bumetopia aliena
Bumetopia aliena là một loài bọ cánh cứng trong họ Cerambycidae.